# Micropodabrus tigrinus
Micropodabrus tigrinus es una especie de coleóptero de la familia Cantharidae.

## Distribución geográfica
Habita en la India.